# (3944) Halliday
(3944) Halliday (1981 WP1) – planetoida z pasa głównego asteroid okrążająca Słońce w ciągu 3,65 lat w średniej odległości 2,37 j.a. Odkryta 24 listopada 1981 roku.